# حزب رایش سوسیالیست
حزب رایش سوسیالیست حزبی سیاسی در آلمان غربی سابق بود که پس از جنگ جهانی دوم و در ۱۹۴۹ تأسیس شد. این حزب خود را رسماً «سوسیالیست ملی» می‌خواند و از حزب امپراتوری آلمان منشعب شده بود. اتو ارنست رمر و فریتس دورلس از مهم‌ترین چهره‌های این حزب بودند. این حزب از سوی هانس اولریش رودل و اتو اشتراسر حمایت می‌شد.
حزب رایش سوسیالیست مدعی بود که حاکمان آلمان غربی مهره آمریکایی‌ها هستند و کارل دونیتس آخرین پیشوای مشروع رایش پان ژرمن است. این حزب معتقد بود که هولوکاست افسانه است و مدعی شد که کوره‌های آدم‌سوزی داخائو پس از پایان جنگ توسط آمریکایی‌ها ساخته شده‌اند. حزب رایش سوسیالیست معتقد بود که اروپا تحت رهبری رایش آلمان باید به عنوان «نیروی سوم» علیه سرمایه‌داری و کمونیسم عروج کند.
حزب رایش سوسیالیست جناحی نظامی نیز داشت که "جبههٔ رایش" نامیده می‌شد. حزب رایش سوسیالیست بیش از ده هزار عضو داشت و در انتخابات لنت‌تاگ زاکسن سفلا ۱۶ کرسی و در لنت‌تاگ برمن ۸ کرسی کسب کرد. فعالیت این حزب در سال ۱۹۵۲ ممنوع اعلام شد.